# Busksiska
Busksiska (Spinus uropygialis) är en fågel i familjen finkar inom ordningen tättingar. Den förekommer i Anderna i Sydamerika.

## Utseende och läten
Busksiskan är en distinkt tecknad fink, med svartaktigt huvud och bröst, mörk rygg och lysande gul undersida. Den gula övergumpen syns väl i flykten men är vanligen dold på sittande fågel. Könen är lika, men hanen är igenomsnitt svartare ovan. Ungfågeln är mycket avvikande, grönaktig på huvud och ovansida samt orangeaktig näbb.

## Utbredning och systematik
Fågeln förekommer i Anderna från centrala Peru till nordvästra Argentina och norra Chile. Den behandlas som monotypisk, det vill säga att den inte delas in i några underarter.

### Släktestillhörighet
Busksiskan placerades tidigare i det stora släktet Carduelis, men genetiska studier visar att det är kraftigt parafyletiskt och att typarten steglitsen snarare är närmare släkt med vissa arter i Serinus. Numera bryts därför busksiskan liksom övriga amerikanska siskor samt den europeiska och asiatiska grönsiskan ut ur Carduelis och placeras tillsammans med den asiatiska himalayasiskan (tidigare i Serinus) istället till släktet Spinus

## Levnadssätt
Busksiskan hittas lokalt i bergstrakter, ofta nära myrar eller andra vattendrag. Den ses ofta i flock, födosökande på marken eller i låga buskar.

## Status
Arten har ett stort utbredningsområde och beståndet anses stabilt. Internationella naturvårdsunionen IUCN listar den därför som livskraftig (LC).